# Liste der Hochhäuser in West Virginia
Die Liste der höchsten Hochhäuser in West Virginia führt alle Hochhäuser im gleichnamigen US-Bundesstaat ab einer totalen Höhe von 50 Metern. Das bedeutet die Höhe bis zum Dach ohne die Antenne. Aufgeführt sind nur fertiggestellte und im Bau befindliche Gebäude.

## Liste der höchsten Hochhäuser in West Virginia
| Platz | Name                                  | Stadt      | Höhe   | Etagen | Baujahr | Status |
| ----- | ------------------------------------- | ---------- | ------ | ------ | ------- | ------ |
| 1.    | West Virginia State Capitol           | Charleston | 89 m   | 3      | 1932    | Erbaut |
| 2.    | Kanawha Valley Building               | Charleston | 72,5 m | 22     | 1929    | Erbaut |
| 3.    | Chase Center                          | Charleston | 70,5 m | 20     | 1969    | Erbaut |
| 4.    | Laidley Tower                         | Charleston | 69,8 m | 22     | 1985    | Erbaut |
| 5.    | One Valley Square                     | Charleston | 69,7 m | 18     | 1976    | Erbaut |
| 6.    | Two Waterfront Place                  | Morgantown | 63,4 m | 17     | 2003    | Erbaut |
| 7.    | Huntington Square                     | Charleston | 63,1 m | 18     | 1969    | Erbaut |
| 8.    | Dow Chemical Building                 | Charleston | 63 m   | 14     | 1954    | Erbaut |
| 9.    | United Bank Center                    | Charleston | 62,5 m | 14     | 1984    | Erbaut |
| 10.   | Columbia Gas Complex Tower 2          | Charleston | 61 m   | 13     | 1962    | Erbaut |
| 11.   | West Virginia Building                | Huntington | 60,9 m | 15     | 1925    | Erbaut |
| 12.   | Union Building                        | Charleston | 60,3 m | 14     | 1911    | Erbaut |
| 13.   | Robert C. Byrd Health Sciences Center | Morgantown | 55,2 m | 12     | 1957    | Erbaut |
| 14.   | Chase Bank Building                   | Clarksburg | 54,9 m | 11     | 1913    | Erbaut |
| 15.   | Columbia Gas Complex Tower 1          | Charleston | 54 m   | 12     | 1962    | Erbaut |
| 16.   | Charleston Marriott Town Center       | Charleston | 53,3 m | 16     | 1982    | Erbaut |
| 17.   | CERC Tower                            | Morgantown | 51,4 m | 12     |         | Erbaut |
| =     | Engineering Sciences Building         | Morgantown | 51,4 m | 12     | 1961    | Erbaut |